# Хомич, Олег Николаевич
Хомич Олег Николаевич (24 августа 1964 в г.Волковыск) -  советский мотогонщик, выступавший в мотокроссе и спидвее на льду, чемпион СССР, победитель и призёр этапов кубка мира.

### Биография
Родился в городе Волковыск Гродненской области республики БССР. С детства занимался лыжным спортом, но всегда влекло к технике. Поэтому как только смог достать до педалей, увлекся картингом. Но взрослея не хватало экстрима и адреналина. Ровный асфальт уже не устраивал, хотелось чего то большего. Так в 14 лет Олег пошел в местный мотоклуб, где началась его карьера мотогонщика.
По окончании средней школы встал вопрос о выборе профессии. Но так как спорт был в приоритете и расставаться с ним не хотелось, Олег Хомич поступил в Ленинградский техникум и продолжил занятие спортом в мотоклубе под руководством трёхкратного чемпиона мира по мотокроссу Геннадия Моисеева. За все годы были участия в различных соревнованиях по мотокроссу, где было множество побед.
После колледжа, Олег пошел в армию. В армии служил в СКА по мотокроссу в городе Ленинград. Уже в спорт роте он пересел на мотоцикл с коляской. После армии в 1986 году попробовал спидвей на льду. В 1989 году стал чемпионом СССР в личном первенстве по спидвею на льду. Был победителем и призёром этапов кубка мира.
А на сегодняшний день продолжает своё дело, обучая новое поколение кросс картингу.